# Renzo Mazzarri
Renzo Mazzarri (Portoferraio, 2 ottobre 1956) è un apneista italiano, riconosciuto come tra i più forti pescatore subacquei di ogni epoca.
È l'unico ad aver vinto 3 campionati del mondo di pesca consecutivi (1987 in Turchia, 1989 a San Teodoro, 1992 a Porto Cristo).
È considerato fra i più forti "profondisti" di tutti i tempi, in grado di pescare a profondità superiori ai 35 metri e di impostare alcune gare fra i -35 e i -40 metri (Mondiali 1992 ed Europei 1995), altrettanto capace di pescare a profondità ridotte a ritmi elevatissimi (Mondiali 1987). Nella sua carriera ha collezionato varie vittorie in Campionati del Mondo, Campionati Euroafricani, Coppa Europa, Campionati Italiani a squadre, Trofei e Coppa dei Campioni.
È stato costretto a ritirarsi a causa di problemi fisici riscontrati in visite mediche. Pur non potendo più gareggiare in quanto non tesserato, ha continuato a vincere in altre manifestazioni di ambito mondiale.
Nel 1995, insieme all'apneista Umberto Pelizzari, fonda Apnea Academy, un'associazione ideata per la diffusione e l'insegnamento dell'apnea, che diventa poi scuola di formazione e di ricerca per l'apnea subacquea.

## Palmarès
- 1977 - Isole Tremiti: Vice Campione Italiano
- 1985 - Ponza - Campione Italiano a squadre (Mazzarri, Niccolai, Giusti)
- 1986 - Malj Losini (Yugoslavia) - Campione Euroafricano a squadre (5º individuale) (Mazzarri, Toschi, LoBaido)
- 1987 - Istanbul (Turchia) - Campione del Mondo individuale e a squadre (Mazzarri, Toschi, LoBaido)
- 1987 - Lussino (Croazia) - Vincitore della Coppa delle Città (Mazzarri, Cottu)
- 1988 - Marsala - Campione Euroafricano individuale e a squadre (Mazzarri, Riolo, Cottu)
- 1989 - San Teodoro (Sardegna) - Campione del Mondo individuale e a squadre (Mazzarri, Molteni, Riolo)
- 1990 - Lussino (Croazia) - Vincitore della Coppa delle Città (Mazzarri R., Mazzarri N.)
- 1992 - Campione del Mondo individuale e a squadre (Mazzarri, Riolo, Bellani)
- 1993 - Peniche (Portogallo): vice Campione Euroafricano
- 2002 - Limnos (Grecia): vincitore Coppa dei Campioni (Spearfishing Champions League) (Mazzarri, Molteni)
- 2003 - Kasos (Grecia): vincitore Coppa dei Campioni (Spearfishing Champions League) (Mazzarri, Molteni)
- 2006 - Astypalea (Grecia): vincitore Coppa dei Campioni (Spearfishing Champions League) (Mazzarri, Molteni)